# Selección de baloncesto de Venezuela
La selección de baloncesto de Venezuela es el equipo formado por jugadores de nacionalidad venezolana que representa a la Federación Venezolana de Baloncesto (FVB) en las competiciones internacionales organizadas por la Federación Internacional de Baloncesto (FIBA) o el Comité Olímpico Internacional (COI): los Juegos Olímpicos, la Copa Mundial de Baloncesto y el Campeonato FIBA Américas.
A diferencia de otros deportes que se practican en el país, el baloncesto es la disciplina de conjunto que le ha dado más logros y éxitos al país.
Su debut en una competencia internacional se produjo en febrero de 1938 ante México en los IV Juegos Centroamericanos y del Caribe. Por otra parte, Venezuela se clasificó para los Juegos Olímpicos de 1992 y 2016. A su vez, fue sede del Torneo Preolímpico FIBA 2012 y del Campeonato FIBA Américas de 2013.

## Historia
La historia del baloncesto en Venezuela se remonta a los inicios de los años 1920, cuando en las calles de las pequeñas ciudades, se ponía en práctica el nuevo juego norteño bajo el formato de tres contra tres, situación que se extendió fugazmente en la región occidental y central del país.
El crecimiento de esta disciplina deportiva se combinó con el nacimiento de la explotación petrolera en Zulia, por tal razón con la llegada de técnicos noruegos, fue en esa zona donde el baloncesto progresó más rápidamente.
Para los años 1930, ya el baloncesto abarcaba casi en su totalidad la zona centro-occidental del país y con la formación de equipos, le dio paso a los primeros intercambios amistosos, hasta que en 1935, se fundó en Caracas la Asociación de Basketball Amateur. A pesar de que el campeonato fue nombrado inicialmente como nacional por la inclusión de conjuntos provenientes del interior, esta la conformaban en su mayoría equipos caraqueños como: Beverly Hills, Maccabi, Montañeses, Silka y Ávila.
Don José Beracasa, quien había participado con el equipo Cocodrilos de Caracas en los campeonatos nacionales de esa época, fundó la Federación Venezolana de Baloncesto (FVB), ejerciendo además el cargo de presidente de la institución durante varios años.
No fue hasta 1948 cuando se organizó en Caracas un verdadero campeonato nacional, con la participación de 8 estados venezolanos; a partir de ese momento cada año se continuó realizando estas competencias alrededor de todo el país.
Ya para 1961, bajo la organización del Instituto Nacional de Deportes (IND), se llevaron a cabo en Caracas los I Juegos Deportivos Nacionales, llegando a ser más aplaudido el baloncesto que otras disciplinas más arraigadas para la fecha como el béisbol y el boxeo.

### Inicios
El primer registro que se tiene de un partido de baloncesto de la selección fue en 1937, cuando un grupo de venezolanos fueron invitados a la ciudad colombiana de Cali para un juego internacional con motivo de la celebración de los 400 años de la ciudad. Con sus propios medios y yendo en autobús y tren, la selección venció a un equipo colombiano con marcador de 44 a 41.
Al año siguiente, la selección venezolana debutaría en competencias internacionales, cuando con motivo de los IV Juegos Centroamericanos y del Caribe, se enfrentaría a las selecciones de México y El Salvador, con saldo de dos derrotas. La vinotinto no jugaría hasta 1946, en el marco de los V Juegos Centroamericanos y del Caribe con saldo de una victoria (ante Curazao) y tres derrotas. 
Luego de ello, Venezuela tendría una discreta participación en los Juegos Bolivarianos, Centroamericanos y Panamericanos hasta su debut en el Campeonato Sudamericano de Baloncesto de 1955 donde obtuvo el último lugar.

### Primeros éxitos
Venezuela obtendría su primera medalla de bronce en los Juegos Bolivarianos de Barranquilla 1961, al tener un registro de dos victorias (ante Colombia) y cuatro derrotas (ante Panamá y Perú), dejando una buena impresión. Luego de ello, Venezuela volvería a las competencias internacionales al disputar el Centrobasket 1969 en La Habana, donde quedó en cuarto lugar. Otro bronce en los Juegos Bolivarianos de Maracaibo 1970, y su primer bronce en competencias organizadas por la FIBA, al quedar de tercero en el Centrobasket 1971 disputado en Caracas, detrás de Cuba y Puerto Rico. 
Mientras tanto, en Venezuela comenzaría la Liga Especial de Baloncesto (antecesora de la Liga Profesional de Baloncesto), lo que permitió captar talentos para la selección que disputarían torneos como el Centrobasket (6° lugar) y su segundo Campeonato Sudamericano de Baloncesto en 1977 donde obtuvo un cuarto puesto. Su triunfo más resaltante fue la medalla de oro de los Juegos Bolivarianos de 1977, al imponerse a las selecciones de Perú y Bolivia, con una selección de jugadores de la Liga Especial dirigidos por Francisco "Paco" Diez, al mando desde 1975.

### Debut en mundiales
Venezuela seguiría cosechando triunfos y demostrando su crecimiento en la selección, como lo prueba su primer podio en un campeonato sudamericano, en este caso, el de 1987 en Asunción, rompiendo con la hegemonía del cono sur en el baloncesto sudamericano y su clasificación a torneos premundiales y preolímpicos que sería una constante en la selección.
Su primer preolímpico fue el Torneo de las Américas de 1988 en Montevideo, donde fue un fracaso. Sin embargo, le fue mejor que en su primer premundial, ya que en el Campeonato FIBA Américas de 1989 en México, obtuvo el cuarto puesto, tras un récord de cinco victorias y tres derrotas y varios triunfos ante Canadá y Argentina, que le dieron la clasificación al Campeonato Mundial de Baloncesto de 1990 disputado en Argentina bajo la dirección del reconocido entrenador venezolano Jesús Cordovez.
El debut mundialista de Venezuela estuvo precedido de una etapa preparatoria contra equipos universitarios estadounidenses y una mini-gira en Europa. Ya en el mundial, Venezuela demostraría su evolución en el baloncesto al terminar de 11° con récord de 4-4, varios buenos juegos con selecciones europeas y victorias ante equipos asiáticos y africanos para terminar venciendo a Canadá. Destacaron las buenas actuaciones de Gabriel Estaba (líder en rebotes), Carl Herrera y Sam Shepherd. Este mundial sería un aviso de lo que vendría el año siguiente.

### Los héroes de Portland
El 18 de mayo de 1991 se inauguró el Campeonato Sudamericano de Baloncesto de 1991, organizado por la Consubasquet y por primera vez, Venezuela era sede de la competencia subcontinental. Ocho naciones disputarían el cetro de campeón de Sudamérica y Venezuela tenía una gran oportunidad de mejorar el segundo lugar obtenido en Paraguay en el torneo de 1987.
El 26 de mayo, 12 000 personas plenaron el Forum de Valencia, gimnasio recién inaugurado, y después de finalizar el tiempo regular igualados con Brasil por marcador de 112, Venezuela pudo ganar en tiempo extra 122 a 121, siendo los últimos 5 puntos de Venezuela anotados por el alero Luis Jiménez para sellar la victoria y su primer título de campeón sudamericano. Ese título le valió la clasificación a los Juegos Panamericanos de 1991 en La Habana y al Torneo Preolímpico de 1992, a disputarse en la ciudad estadounidense de Portland. Ese mismo año, la Liga Especial pasaría a llamarse Liga Profesional de Baloncesto.
En el torneo preolímpico, iniciaron con victoria ante Uruguay y luego cayeron ante Brasil y Puerto Rico. Tenían que vencer a México para avanzar a la siguiente fase y así fue. Derrotaron a Canadá en la primera ronda de postemporada para rivalizar, una vez más, ante Brasil, consiguiendo el triunfo por el pase a la final. Enfrentarían a Estados Unidos, juego disputado el 5 de julio de 1992 ante un "Dream Team" dirigido por Chuck Daly e integrado, entre otros, por Michael Jordan, Larry Bird, Magic Johnson, Chris Mullin, Karl Malone y David Robinson. Venezuela terminaría perdiendo con marcador de 127-80, pero su medalla de plata los clasificaría a los Juegos Olímpicos de Barcelona 1992, donde terminarían en un discreto 11° lugar, con récord de 2 victorias (ante China) y cinco derrotas.
El equipo estaba integrado por Carl Herrera, Luis Jiménez, Gabriel Estaba, Iván Olivares, Sam Shepherd, Rostin González, Víctor David Díaz, Alexander Nelcha, Melquíades Jaramillo, Armando Palacios y Nelson Solórzano. El entrenador fue el puertorriqueño Julio Toro.

### Renovación
Luego de 1992, Venezuela tuvo actuaciones más discretas en competencias internacionales. Un segundo lugar en el Campeonato Sudamericano de Baloncesto de 1997 celebrado en Maracaibo y varios podios en distintos torneos sudamericanos así como destacadas actuaciones en torneos preolímpicos y premundiales. 
En 2002 clasificó a Campeonato Mundial de Baloncesto de 2002, esta vez en Indianápolis, donde tuvo una actuación decepcionante al obtener una sola victoria (ante Argelia) y quedar en el 14° puesto. La decepción siguió al obtener solo un tercer puesto en el Campeonato Sudamericano de Baloncesto de 2004 y una medalla de plata en los Juegos Bolivarianos de 2005 luego de su primera derrota ante Colombia en 33 años. 
Se reivindicaron en el Campeonato FIBA Américas de 2005 al obtener el tercer puesto y su clasificación al Campeonato Mundial de Baloncesto de 2006 en Japón. Sin embargo, su irregularidad en el juego y varios jugadores lesionados impidieron a Venezuela tener una buena figuración en el Campeonato Sudamericano de Baloncesto de 2006 en Caracas y en el Mundial de Japón, donde solo tuvieron una victoria ante Nigeria.
Para el año 2007, la selección decidió entrar en un proceso de renovación, al salir de jugadores como Víctor David Díaz y Richard Lugo, e ingresar jóvenes talentos como Luis Bethelmy, Keving Palacios y el jugador de la NCAA Greivis Vásquez. La inexperiencia fue clave para el 8° lugar en el Preolímpico de Las Vegas de 2007. Para 2008 obtuvieron un podio en el Campeonato Sudamericano de Baloncesto en Puerto Montt, pero dificultades logísticas echaron por la borda ese esfuerzo al año siguiente con una decepcionante actuación en el Campeonato FIBA Américas de 2009 en San Juan.
Las cosas no mejorarían en 2010, cuando en el Campeonato Sudamericano de Baloncesto obtuvieron un cuarto puesto. Al año siguiente, ingresaría como entrenador el estadounidense Eric Musselman y como asistentes Brad Greenberg y Henry Paruta, con quienes la selección disputó el Campeonato FIBA Américas de 2011 en Mar del Plata donde obtuvieron el quinto puesto y el derecho a disputar el Torneo Preolímpico FIBA 2012. 
Motivados por el otorgamiento a Venezuela de la sede del repechaje olímpico, la selección decidió tener un proceso de preparación con miras al repechaje y al sudamericano. Venezuela llegaría a instancias finales después de más de veinte años sin disputar una final. Se enfrentaron a Argentina que ya los había derrotado y volvieron a caer derrotados para quedarse con la plata y su clasificación al premundial de 2013.
En el Torneo Preolímpico, Venezuela estaba agrupada en el Grupo B junto a Nigeria y Lituania. Ganó con relativa dificultad a los nigerianos y cargaron con la derrota ante una difícil selección lituana que sorprendentemente quedó quinta en el EuroBasket 2011. Una victoria de Lituania sobre Nigeria clasificaba a Venezuela a segunda ronda, pero Nigeria (con un día más de descanso) terminó ganando el encuentro y Venezuela quedaría eliminada.

### Campeones Suramericanos y de América

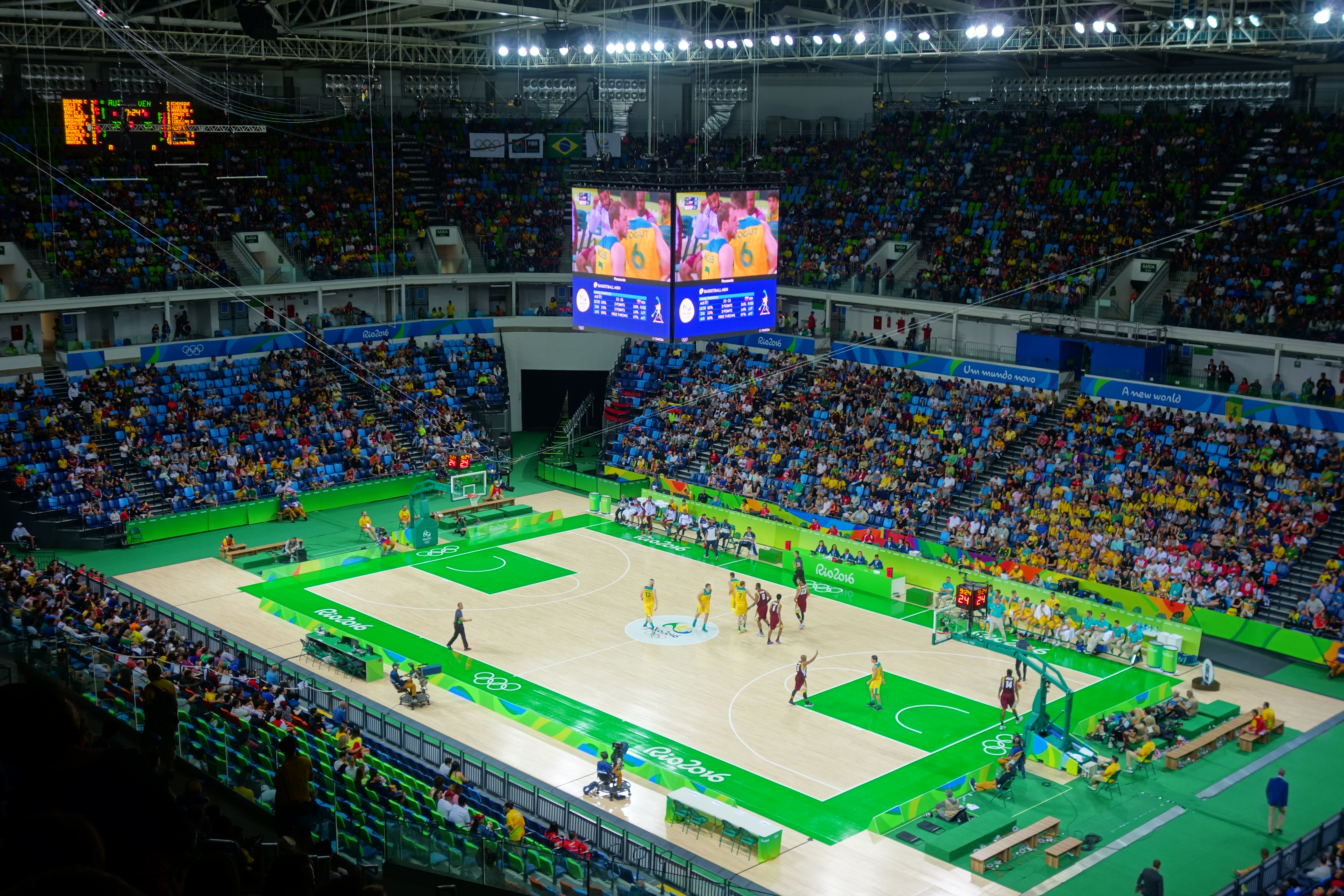
Venezuela ante Australia durante los Juegos Olímpicos de Río de Janeiro, 14 de agosto de 2016.

A partir de 2013, el argentino Néstor García asumió las riendas de la selección venezolana de baloncesto. Bajo su dirección la selección consiguió el Campeonato Sudamericano de Baloncesto de 2014 celebrado en La Asunción, tras vencer a Argentina 74-65 en la final. La Federación Venezolana de Baloncesto implementó un nuevo y moderno sistema de planificación deportiva (Sistema de Selecciones Nacionales) presentado de manera oficial por el director de Equipos Nacionales Oswaldo Narváez luego del Torneo FIBA Américas 2013 celebrado ese año en Caracas.
En 2015, se celebraría el Campeonato FIBA Américas de 2015 en México, donde la selección se coronaría campeona por primera vez tras vencer a Argentina en el juego decisivo. Esto confirmaría la segunda participación en unos Juegos Olímpicos y su primer título de un Campeonato FIBA Américas. Parte fundamental del éxito de la selección venezolana radicó en un audaz plan de entrenamientos y fogueos, diseñado por la FVB que llevó a Venezuela a jugar contra varios rivales europeos además de llegar con anticipación a la altura de la Ciudad de México.
Al año siguiente, Venezuela lograría revalidar su título en el Campeonato Sudamericano de Baloncesto de 2016 al vencer en la final a Brasil 64-58. Con esto lograrían su segundo título consecutivo y su tercer título en la historia del torneo.
En los Juegos Olímpicos de Río de Janeiro, la selección no tuvo una buena actuación, y no logró clasificar a los cuartos de final, quedando penúltima en el Grupo A, obteniendo una victoria y cuatro derrotas. Sin embargo esta actuación representa un gesta heroica para el deporte venezolano al ser la segunda clasificación de un deporte de conjunto a la cita olímpica.
En 2019, y pese a los problemas dirigenciales de la Federación Venezolana de Baloncesto, se logró la clasificación a su cuarta Copa del Mundo FIBA, realizando un periplo de preparación de primer nivel y que condujo a una actuación decorosa (14° lugar) en la máxima cita del baloncesto mundial.
Venezuela en 2023 logra in extremis su clasificación a la Copa del Mundo de la FIBA bajo el mando del seleccionador nacional Fernando Héctor Duró.
Esta generación de oro del baloncesto venezolano además logró su clasificación consecutiva a tres Juegos Panamericanos y se ha mantenido entre los primeros 25 lugares del ranking mundial de la FIBA.
Este 2025 Venezuela llegó a la última ventana de los Clasificatorios al FIBA AmeriCup 2025 sin margen de error. Dos victorias en dos juegos era la única forma de sellar el boleto a Nicaragua y así lo cumplió, jugando en casa contra Argentina y contra Chile. Primero venció a la albiceleste 67 por 64, y luego a los chilenos 73 por 72 en tiempo extra. De esta manera aseguraron su boleto una vez más a la más importante cita del baloncesto a nivel de naciones, en este lado del mundo: la Americup 2025 que se jugará del 23 al 31 de agosto en Nicaragua.

## Plantilla
- Lista de jugadores convocados que disputaron la Copa Mundial de Baloncesto de 2023.[7]

| Venezuela                 | Venezuela         | Venezuela | Venezuela | Venezuela | Venezuela                 |
| Num                       | Jugador           | Pos       | Altura    | Edad      | Equipo                    |
| ------------------------- | ----------------- | --------- | --------- | --------- | ------------------------- |
| 5                         | Gregory Vargas    | B         | 1,80 m    | 37        | Gladiadores de Anzoátegui |
| 6                         | Garly Sojo        | A         | 1,95 m    | 23        | Broncos de Caracas        |
| 7                         | Jhornan Zamora    | A         | 1,96 m    | 34        | Trotamundos de Carabobo   |
| 8                         | David Cubillán    | B         | 1,82 m    | 36        | Guaiqueríes de Margarita  |
| 9                         | Pedro Chourio     | E         | 1,86 m    | 33        | Panteras de Miranda       |
| 14                        | Miguel Ruiz       | AP        | 2,02 m    | 32        | Guaros de Lara            |
| 15                        | Windi Graterol    | P         | 2,04 m    | 36        | Guaiqueríes de Margarita  |
| 19                        | Heissler Guillent | B         | 1,83 m    | 36        | Guaros de Lara            |
| 20                        | Yohanner Sifontes | B         | 1,88 m    | 28        | Piratas de La Guaira      |
| 24                        | Michael Carrera   | AP        | 1,96 m    | 30        | Gladiadores de Anzoátegui |
| 35                        | José Materán      | A         | 1,96 m    | 27        | Gaiteros del Zulia        |
| 43                        | Néstor Colmenares | AP        | 2,03 m    | 35        | Trotamundos de Carabobo   |
| Entrenador: Fernando Duró |                   |           |           |           |                           |

## Partidos

### Próximos encuentros
| Fecha                   | Ciudad               | Competición                  | Local     |                      | Resultado |                                    | Visitante            |
| ----------------------- | -------------------- | ---------------------------- | --------- | -------------------- | --------- | ---------------------------------- | -------------------- |
| 23 de febrero de 2023   | Caracas              | Clasificación Mundial 2023   | Venezuela | Bandera de Venezuela | 115:70    | Bandera de Bahamas                 | Bahamas              |
| 26 de febrero de 2023   | Caracas              | Clasificación Mundial 2023   | Venezuela | Bandera de Venezuela | 57:74     | Bandera de Canadá                  | Canadá               |
| 26 de agosto de 2023    | Okinawa              | Copa Mundial 2023            | Eslovenia | Bandera de Eslovenia | 100:85    | Bandera de Venezuela               | Venezuela            |
| 28 de agosto de 2023    | Okinawa              | Copa Mundial 2023            | Venezuela | Bandera de Venezuela | 75:81     | Bandera de Cabo Verde              | Cabo Verde           |
| 30 de agosto de 2023    | Okinawa              | Copa Mundial 2023            | Georgia   | Bandera de Georgia   | 70:59     | Bandera de Venezuela               | Venezuela            |
| 31 de agosto de 2023    | Okinawa              | Copa Mundial 2023            | Japón     | Bandera de Japón     | 86:77     | Bandera de Venezuela               | Venezuela            |
| 2 de septiembre de 2023 | Okinawa              | Copa Mundial 2023            | Finlandia | Bandera de Finlandia | 90:75     | Bandera de Venezuela               | Venezuela            |
| 31 de octubre de 2023   | Santiago             | Juegos Panamericanos 2023    | Argentina | Bandera de Argentina | 95:88     | Bandera de Venezuela               | Venezuela            |
| 1 de noviembre de 2023  | Santiago             | Juegos Panamericanos 2023    | Venezuela | Bandera de Venezuela | 92:90     | Bandera de la República Dominicana | República Dominicana |
| 2 de noviembre de 2023  | Santiago             | Juegos Panamericanos 2023    | Panamá    | Bandera de Panamá    | 68:77     | Bandera de Venezuela               | Venezuela            |
| 3 de noviembre de 2023  | Santiago             | Juegos Panamericanos 2023    | Brasil    | Bandera de Brasil    | 77:84     | Bandera de Venezuela               | Venezuela            |
| 4 de noviembre de 2023  | Santiago             | Juegos Panamericanos 2023    | Argentina | Bandera de Argentina | 79:65     | Bandera de Venezuela               | Venezuela            |
| 22 de febrero de 2024   | La Guaira            | Clasificatorio AmeriCup 2025 | Venezuela | Bandera de Venezuela | 79:60     | Bandera de Colombia                | Colombia             |
| 25 de febrero de 2024   | Medellín             | Clasificatorio AmeriCup 2025 | Colombia  | Bandera de Colombia  | 67:64     | Bandera de Venezuela               | Venezuela            |
| 22 de noviembre de 2024 | Bandera de Argentina | Clasificatorio AmeriCup 2025 | Argentina | Bandera de Argentina | :         | Bandera de Venezuela               | Venezuela            |
| 25 de noviembre de 2024 | Bandera de Chile     | Clasificatorio AmeriCup 2025 | Chile     | Bandera de Chile     | :         | Bandera de Venezuela               | Venezuela            |

## Entrenadores
| Año       | Entrenador            |
| --------- | --------------------- |
| 1938      | Juan Aldrey           |
| 1946      | Humberto Illas        |
| 1951      | Rafael Braganini      |
| 1954-1955 | Charles Liebowitz     |
| 1955      | Eugène Torchio        |
| 1959      | Gastón Portillo       |
| 1961-1962 | James Johnson         |
| 1969-1970 | Celestino Aellos      |
| 1970-1971 | Constantin Statamescu |
| 1973      | Manuel Agudo          |

| Año       | Entrenador       |
| --------- | ---------------- |
| 1973      | Pedro Jiménez    |
| 1975-1983 | Francisco Diez   |
| 1985      | Mauricio Johnson |
| 1987      | Pedro Espinoza   |
| 1987-1988 | Julio Toro       |
| 1989      | Pedro Espinoza   |
| 1989-1990 | Jesús Cordovez   |
| 1992      | Julio Toro       |
| 1995      | Francisco Diez   |
| 1997      | Julio Toro       |

| Año       | Entrenador        |
| --------- | ----------------- |
| 1998      | Pedro Espinoza    |
| 1999-2000 | Guillermo Vecchio |
| 2000-2003 | Jim Calvin        |
| 2003-2008 | Néstor Salazar    |
| 2008      | Nelson Solórzano  |
| 2009-2010 | Néstor Salazar    |
| 2011-2012 | Eric Musselman    |
| 2013-2017 | Néstor García     |
| 2017-2023 | Fernando Duró     |
| 2023-act. | Daniel Seoane     |

## Plantillas anteriores
- Juegos Panamericanos 1955: finalizó 6° de 6 equipos.

Luis Navarro, Arcadio Silva, Thelmo Romero, Germán Ostos, Mauricio Johnson, Manuel Fortoul, José Ledezma, Rafael Uzcátegui, Juan José Landaeta, Humberto Villalobos, José Anibal Jiménez, Arnaldo Jiménez.
- Juegos Panamericanos 1975: finalizó 8° de 10 equipos.

Gustavo Martínez, Luis Lairet, José Solano, Juan Mujica, Ramón Rivero, Leopoldo Bompart, Juan Grahovac, Víctor Mora, Henry Linares, Cruz Lairet, Luis Tovar, Manuel Silvera. Entrenador: Francisco Diez
- Campeonato Sudamericano 1977: finalizó 4° de 9 equipos.

Raúl Cabrera, Arístides Comminakis, Bruno D'Adezzio, Héctor García, Cruz Lairet, Luis Lairet, Alí Machado, Ramón Rivero, Manuel Silvera, Luis Tovar, Jorge Valera. Entrenador: Francisco Diez
- Juegos Panamericanos 1983: finalizó 8° de 9 equipos.

Felice Parisi, Carl Herrera, Gabriel Estaba, Nelson Solórzano, Ramón Rivero, Martín Escobar, Armando Palacios, Douglas Barinas, Luis Sosa, Cruz Lairet, Iván Olivares, José Solano. Entrenador: Francisco Diez
- Campeonato Sudamericano 1985: finalizó 4° de 8 equipos.

José Acosta, Nelson Bompart, Gabriel Estaba, Jesús Fermín, Carl Herrera, Iván Olivares, Armando Palacios, Felice Parisi, César Portillo, Ramón Rivero, Nelson Solórzano, Luis Sosa. Entrenador: Mauricio Johnson
- Campeonato Sudamericano 1987: finalizó 2°  de 7 equipos.

Carl Herrera, Rostin González, Iván Olivares, Armando Becker, Nelson Solórzano, Felice Parisi, Gabriel Estaba, José Acosta, Armando Palacios, Luis Sosa, Nelson Bompart. Entrenador: Pedro Espinoza
- Juegos Panamericanos 1987: finalizó 8° de 10 equipos.

David Díaz, Felice Parisi, Armando Becker, Nelson Solórzano, Rostin González, Jamal Elhawi, José Acosta, Carl Herrera, Luis Sosa, Gabriel Estaba, Iván Olivares, Sam Shepherd. Entrenador: Pedro Espinoza
- Torneo de las Américas 1988: finalizó 7° de 7 equipos.

Carlos Aguilera, Felice Parisi, Armando Becker, Nelson Solórzano, Rostin González, Jamal Elhawi, José Echenique, Carl Herrera, Luis Sosa, Gabriel Estaba, Iván Olivares, Armando Palacios. Entrenador: Pedro Espinoza
- Campeonato Sudamericano 1989: finalizó 4° de 9 equipos.

Nelson Bompart, David Díaz, Jamal Elhawi, José Luis Fernández, Allison García, Rostin González, Melquíades Jaramillo, Armando Palacios, Daniel Seijas, Sam Shepherd, Luis Sosa. Entrenador: Jesús Cordovez
- Campeonato FIBA Américas 1989: finalizó 4° de 12 equipos.

David Díaz, César Portillo, Felice Parisi, Armando Becker, Rostin González, José Echenique, Sam Shepherd, Carl Herrera, Luis Sosa, Gabriel Estaba, Iván Olivares, Armando Palacios. Entrenador: Jesús Cordovez
- Campeonato Mundial 1990: finalizó 11° de 16 equipos.

David Díaz, César Portillo, Armando Becker, Nelson Solórzano, Rostin González, Luis Jiménez, Sam Shepherd, Carl Herrera, José Echenique, Gabriel Estaba, Iván Olivares, Alexander Nelcha. Entrenador: Jesús Cordovez
- Campeonato Sudamericano 1991: finalizó 1°  de 8 equipos.

Nelson Solórzano, Sam Shepherd, Víctor David Díaz, Armando Becker, Iván Olivares, Luis Jiménez, Gabriel Estaba, Alexander Nelcha, Luis Sosa, Omar Walcott, César Portillo, Carl Herrera. Entrenador: Julio Toro
- Juegos Panamericanos 1991: finalizó 10° de 10 equipos.

Víctor David Díaz, César Portillo, Alexander Nelcha, Nelson Solórzano, Armando Becker, Luis Jiménez, Sam Shepherd, Carl Herrera, Luis Sosa, Gabriel Estaba, Iván Olivares, Omar Walcott. Entrenador: Julio Toro
- Campeonato FIBA Américas 1992: finalizó 2°  de 10 equipos.

Víctor David Díaz, David Díaz, Melquíades Jaramillo, Nelson Solórzano, Rostin González, Luis Jiménez, Sam Shepherd, Carl Herrera, Armando Palacios, Gabriel Estaba, Iván Olivares, Alexander Nelcha. Entrenador: Julio Toro
- Juegos Olímpicos 1992: finalizó 11° de 12 equipos.

Víctor David Díaz, David Díaz, Melquíades Jaramillo, Nelson Solórzano, Rostin González, Luis Jiménez, Sam Shepherd, Carl Herrera, Omar Walcott, Gabriel Estaba, Iván Olivares, Alexander Nelcha. Entrenador: Julio Toro
- Campeonato Sudamericano 1993: finalizó 3°  de 7 equipos.

Eduardo Crespo, Víctor David Díaz, Rostin González, Víctor González, Iván Olivares, César Portillo, José Luis Ramos, Sam Shepherd, Nelson Solórzano, Alexander Tovar, Carlos Villasmil, Omar Walcott. Entrenador: Julio Toro
- Campeonato FIBA Américas 1993: finalizó 6° de 10 equipos.

Víctor David Díaz, César Portillo, Armando Becker, Nelson Solórzano, Rostin González, Eduardo Crespo, Sam Shepherd, Richard Medina, Víctor González, Gabriel Estaba, Iván Olivares, Omar Walcott. Entrenador: Julio Toro
- Campeonato FIBA Américas 1995: finalizó 9° de 10 equipos.

Víctor David Díaz, Diego Guevara, Armando Becker, Richard Lugo, José Ramos, José Echenique, Sam Shepherd, César Portillo, Miguel Yepez, Gabriel Estaba, Iván Olivares, Omar Walcott. Entrenador: Mike Davis
- Campeonato Sudamericano 1997: finalizó 2°  de 10 equipos.

Víctor David Díaz, Omar Walcott, Gabriel Estaba, Armando Becker, Iván Olivares, Carlos Villasmil, José Echenique, Richard Lugo, Ludwing Irazábal, Víctor González, Alejandro Quiroz, Richard Medina. Entrenador: Julio Toro
- Campeonato FIBA Américas 1997: finalizó 7° de 10 equipos.

Víctor David Díaz, José Hernández, Ernesto Mijares, Richard Lugo, Alejandro Quiroz, Víctor González, Armando Becker, Omar Walcott, Richard Medina, Gabriel Estaba, Iván Olivares, Ludwing Irazábal. Entrenador: Julio Toro
- Campeonato Sudamericano 1999: finalizó 3°  de 10 equipos.

Hebert Bayona, Armando Becker, Víctor David Díaz, Víctor González, Diego Guevara, Vladimir Heredia, Carl Herrera, Harold Keeling, Richard Lugo, Ernesto Mijares, Alejandro Quiroz, Omar Walcott. Entrenador: Guillermo Vecchio
- Campeonato FIBA Américas 1999: finalizó 5° de 10 equipos.

Víctor David Díaz, Harold Keeling, Ernesto Mijares, Richard Lugo, Alejandro Quiroz, Óscar Torres, Alexander Vargas, Alexander Nelcha, Vladimir Heredia, Hebert Bayona, Armando Becker, Omar Walcott. Entrenador: Guillermo Vecchio
- Campeonato Sudamericano 2001: finalizó 3°  de 10 equipos.

Armando Becker, Víctor David Díaz, Víctor González, Vladimir Heredia, Carl Herrera, Harold Keeling, Richard Lugo, Pablo Machado, Ernesto Mijares, Alejandro Quiroz, Óscar Torres, Omar Walcott. Entrenador: Jim Calvin
- Campeonato FIBA Américas 2001: finalizó 5° de 10 equipos.

Víctor David Díaz, Pablo Machado, Ernesto Mijares, Richard Lugo, Carlos Morris, Óscar Torres, Diego Guevara, Carl Herrera, Harold Keeling, Alexander Nelcha, Armando Becker, Omar Walcott. Entrenador: Jim Calvin
- Campeonato Mundial 2002: finalizó 14° de 16 equipos.

Víctor David Díaz, Pablo Machado, Ernesto Mijares, Richard Lugo, Alejandro Quiroz, Óscar Torres, Diego Guevara, Carl Herrera, Héctor Romero, Vladimir Heredia, Tomás Aguilera, Carlos Morris. Entrenador: Jim Calvin
- Campeonato Sudamericano 2003: finalizó 4° de 6 equipos.

Víctor David Díaz, Luis Julio, Ernesto Mijares, Edgar Arteaga, Tomás Aguilera, Rafael Guevara, Diego Guevara, Arnaldo Amundaray, Gregory Vallenilla, Roque Osorio, Rosmel Blanco, Carlos Morris. Entrenador: Néstor Salazar
- Campeonato FIBA Américas 2003: finalizó 5° de 10 equipos.

Víctor David Díaz, Luis Julio, Ernesto Mijares, Rafael Guevara, Tomás Aguilera, Óscar Torres, Diego Guevara, Miguel Marriaga, Hebert Bayona, Roque Osorio, Rosmel Blanco, Carlos Morris. Entrenador: Néstor Salazar
- Campeonato Sudamericano 2004: finalizó 3°  de 6 equipos.

Víctor David Díaz, Hebert Bayona, Ernesto Mijares, Richard Lugo, Tomás Aguilera, Óscar Torres, Diego Guevara, Edgar Arteaga, Rafael Guevara, Manuel Barrios, Rosmel Blanco, Carlos Morris. Entrenador: Néstor Salazar
- Campeonato FIBA Américas 2005: finalizó 3°  de 10 equipos.

Víctor David Díaz, Luis Julio, Ernesto Mijares, Richard Lugo, Tomás Aguilera, Óscar Torres, Askia Jones, Miguel Marriaga, Héctor Romero, Diego Guevara, Hebert Bayona, Carlos Morris. Entrenador: Néstor Salazar
- Campeonato Sudamericano 2006: finalizó 4° de 6 equipos.

Víctor David Díaz, Pablo Machado, Ernesto Mijares, Richard Lugo, Tomás Aguilera, Óscar Torres, Rafael Guevara, Manuel Barrios, Héctor Romero, Gregory Vallenilla, Hebert Bayona, Carlos Morris. Entrenador: Néstor Salazar
- Campeonato Mundial 2006: finalizó 21° de 24 equipos.

Víctor David Díaz, Pablo Machado, Ernesto Mijares, Richard Lugo, Tomás Aguilera, Óscar Torres, Carlos Cedeño, Miguel Marriaga, Gregory Vallenilla, Manuel Barrios, Hebert Bayona, Carlos Morris. Entrenador: Néstor Salazar
- Campeonato FIBA Américas 2007: finalizó 8° de 10 equipos.

Miguel Marriaga, Axiers Sucre, Carlos Cedeño, Luis Bethelmy, Hernán Salcedo, Jesús Urbina, Keving Palacios, José Vargas, Héctor Romero, Manuel Barrios, Greivis Vásquez, Hebert Bayona. Entrenador: Néstor Salazar
- Campeonato Sudamericano 2008: finalizó 3°  de 6 equipos.

Héctor Romero, Óscar Torres, Carlos Cedeño, José Vargas, Rafael Guevara, Miguel Marriaga, Luis Bethelmy, Axiers Sucre, Roque Osorio, Rafael Pérez, Luis Julio, Jesús Centeno. Entrenador: Nelson Solórzano
- Campeonato FIBA Américas 2009: finalizó 9° de 10 equipos.

Miguel Marriaga, Manuel Barrios, Gregory Echenique, Richard Lugo, Jesús Centeno, Óscar Torres, Luis Bethelmy, José Vargas, Héctor Romero, Axiers Sucre, Greivis Vásquez, Rafael Pérez. Entrenador: Néstor Salazar
- Campeonato Sudamericano 2010: finalizó 4° de 8 equipos.

Miguel Marriaga, Luis Valera, Gregory Vargas, David Cubillán, Jesús Centeno, Juan Herrera, Rafael Guevara, Luis Bethelmy, Héctor Romero, Axiers Sucre, Jesús Urbina, Rafael Pérez. Entrenador: Néstor Salazar
- Campeonato FIBA Américas 2011: finalizó 5° de 10 equipos.

Heissler Guillent, Néstor Colmenares, Greivis Vásquez, Dwight Lewis, David Cubillán, Óscar Torres, José Vargas, José Bravo, Héctor Romero, Axiers Sucre, Gregory Echenique, Windi Graterol. Entrenador: Eric Musselman
- Campeonato Sudamericano 2012: finalizó 2°  de 8 equipos.

Miguel Marriaga, Gregory Vargas, Greivis Vásquez, Jhornan Zamora, David Cubillán, Francisco Centeno, José Vargas, José Bravo, Héctor Romero, Axiers Sucre, Gregory Echenique, Windi Graterol. Entrenador: Eric Musselman
- Torneo Preolímpico 2012: finalizó 9° de 12 equipos.

Miguel Marriaga, Gregory Vargas, Greivis Vásquez, Jhornan Zamora, David Cubillán, Óscar Torres, José Vargas, John Cox, Héctor Romero, Axiers Sucre, Gregory Echenique, Windi Graterol. Entrenador: Eric Musselman
- Campeonato FIBA Américas 2013: finalizó 5° de 10 equipos.

Miguel Marriaga, Gregory Vargas, Heissler Guillent, Donta Smith, David Cubillán, Néstor Colmenares, José Vargas, Luis Bethelmy, Héctor Romero, Axiers Sucre, Rafael Pérez, Windi Graterol. Entrenador: Néstor García
- Campeonato Sudamericano 2014: finalizó 1°  de 8 equipos.

Miguel Marriaga, Gregory Vargas, Greivis Vásquez, Jhornan Zamora, David Cubillán, Néstor Colmenares, José Vargas, Luis Bethelmy, Jesús Centeno, Heissler Guillent, Miguel Ruiz, Windi Graterol. Entrenador: Néstor García
- Juegos Panamericanos 2015: finalizó 7° de 8 equipos.

Gregory Echenique, Miguel Marriaga, Gregory Vargas, John Cox, Jhornan Zamora, David Cubillán, José Vargas, Luis Bethelmy, Miguel Ruiz, Heissler Guillent, Dwight Lewis, Néstor Colmenares. Entrenador: Néstor García
- Campeonato FIBA Américas 2015: finalizó 1°  de 10 equipos.

Miguel Marriaga, Gregory Vargas, John Cox, David Cubillán, José Vargas, César García, Javinger Vargas, Miguel Ruiz, Windi Graterol, Heissler Guillent, Dwight Lewis, Néstor Colmenares. Entrenador: Néstor García
- Campeonato Sudamericano 2016: finalizó 1°  de 10 equipos.

Gregory Echenique, Dwight Lewis, Gregory Vargas, David Cubillán, José Vargas, Luis Bethelmy, Miguel Ruiz, Windi Graterol, César García, Anthony Pérez, Harol Cazorla, Néstor Colmenares. Entrenador: Néstor García
- Juegos Olímpicos 2016: finalizó 10° de 12 equipos.

Gregory Echenique, Dwight Lewis, Miguel Marriaga, Gregory Vargas, John Cox, David Cubillán, José Vargas, Miguel Ruiz, Windi Graterol, Heissler Guillent, Anthony Pérez, Néstor Colmenares. Entrenador: Néstor García
- Campeonato FIBA Américas 2017: finalizó 9° de 12 equipos.

Gregory Vargas, John Cox, Pedro Chourio, José Vargas, Miguel Ruiz, Windi Graterol, José Bravo, Heissler Guillent, César García, Anthony Pérez, Luis Carrillo, Néstor Colmenares. Entrenador: Néstor García
- Juegos Panamericanos 2019: finalizó 5° de 8 equipos.

Gregory Vargas, Jhornan Zamora, Anthony Pérez, Pedro Chourio, José Vargas, Luis Bethelmy, Miguel Ruiz, Windi Graterol, Heissler Guillent, Dwight Lewis, Michael Carrera, Néstor Colmenares. Entrenador: Fernando Duró
- Copa Mundial 2019: finalizó 14° de 32 equipos.

Gregory Vargas, Jhornan Zamora, Pedro Chourio, José Vargas, Luis Bethelmy, Anthony Pérez, Miguel Ruiz, Windi Graterol, Heissler Guillent, Dwight Lewis, Michael Carrera, Néstor Colmenares. Entrenador: Fernando Duró
- Torneo Preolímpico 2020 (Kaunas): finalizó 3° de 6 equipos.

Gregory Vargas, Garly Sojo, David Cubillán, Pedro Chourio, José Vargas, Luis Bethelmy, Anyelo Cisneros, Miguel Ruiz, Windi Graterol, Heissler Guillent, Yohanner Sifontes, Michael Carrera. Entrenador: Fernando Duró
- Campeonato FIBA Américas 2022: finalizó 7° de 12 equipos.

Luis Betancourt, Kender Urbina, Carlos López, Harol Cazorla, Edgar Martínez, José Ascanio, Windi Graterol, Elian Centeno, Yohanner Sifontes, Fernando Fuenmayor, Miguel Bolívar, José Materán. Entrenador: Fernando Duró
- Copa Mundial 2023: finalizó 30° de 32 equipos.

Gregory Vargas, Garly Sojo, Jhornan Zamora, David Cubillán, Pedro Chourio, Miguel Ruiz, Windi Graterol, Heissler Guillent, Yohanner Sifontes, Michael Carrera, José Materán, Néstor Colmenares. Entrenador: Fernando Duró
- Juegos Panamericanos 2023: finalizó 2°  de 8 equipos.

Edwin Mijares, Kender Urbina, Garly Sojo, Elian Centeno, José Ascanio, Miguel Ruiz, Windi Graterol, Yohanner Sifontes, Franger Pirela, Edgar Martínez, Néstor Colmenares, Enrique Medina. Entrenador: Daniel Seoane

## Historial

### Copa Mundial
Resultado General: 33.º puesto
| Copa Mundial de Baloncesto |
| --- |
| - 1950: No calificó - 1954: No calificó - 1959: No calificó - 1963: No calificó - 1967: No calificó - 1970: No calificó - 1974: No calificó - 1978: No calificó - 1982: No calificó - 1986: No calificó - 1990: 11° Lugar - 1994: No calificó - 1998: No calificó - 2002: 14° Lugar - 2006: 21° Lugar - 2010: No calificó - 2014: No calificó - 2019: 14° Lugar - 2023: 30° Lugar - 2027: TBD |

### Juegos Olímpicos
| Baloncesto en los Juegos Olímpicos |
| --- |
| - Berlín 1936: No calificó - Londres 1948: No calificó - Helsinki 1952: No calificó - Melbourne 1956: No calificó - Roma 1960: No calificó - Tokio 1964: No calificó - México 1968: No calificó - Múnich 1972: No calificó - Montreal 1976: No calificó - Moscú 1980: No calificó - Los Ángeles 1984: No calificó - Seúl 1988: No calificó - Barcelona 1992: 11° Lugar - Atlanta 1996: No calificó - Sídney 2000: No calificó - Atenas 2004: No calificó - Pekín 2008: No calificó - Londres 2012: No calificó - Río 2016: 10° Lugar - Tokio 2020: No calificó - París 2024: No calificó |

### Campeonato FIBA Américas
| - 1980: No calificó - 1984: No calificó - 1988: 7° Lugar - 1989: 4° Lugar - 1992: - 1993: 6° Lugar - 1995: 9° Lugar - 1997: 7° Lugar - 1999: 5° Lugar - 2001: 5° Lugar - 2003: 5° Lugar - 2005: - 2007: 8° Lugar - 2009: 9° Lugar - 2011: 5° Lugar - 2013: 5° Lugar - 2015: - 2017: 9° Lugar - 2022: 7° Lugar - 2025: Clasificado |

### Campeonato Sudamericano
| Campeonato Sudamericano de Baloncesto |
| --- |
| - 1930: No calificó - 1932: No calificó - 1934: No calificó - 1935: No calificó - 1937: No calificó - 1938: No calificó - 1939: No calificó - 1940: No calificó - 1941: No calificó - 1942: No calificó - 1943: No calificó - 1945: No calificó - 1947: No calificó - 1949: No calificó - 1953: No calificó - 1955: 9° Lugar - 1958: No calificó - 1960: No calificó - 1961: 8° Lugar - 1963: No calificó - 1966: No calificó - 1968: No calificó - 1969: No calificó - 1971: No calificó - 1973: No calificó - 1976: No calificó - 1977: 4° Lugar - 1979: 5° Lugar - 1981: No calificó - 1983: 4° Lugar - 1985: 4° Lugar - 1987: - 1989: 4° Lugar - 1991: - 1993: - 1995: 4° Lugar - 1997: - 1999: - 2001: - 2003: 4° Lugar - 2004: - 2006: 4° Lugar - 2008: - 2010: 4° Lugar - 2012: - 2014: - 2016: |

### Juegos Panamericanos
| Juegos Panamericanos | Juegos Panamericanos | Juegos Panamericanos | Juegos Panamericanos | Juegos Panamericanos | Juegos Panamericanos |
| -------------------- | -------------------- | -------------------- | -------------------- | -------------------- | -------------------- |
| - 1951: No calificó  |                      | - 1979: No calificó  |                      | - 2007: No calificó  |                      |
| - 1955: 6° Lugar     |                      | - 1983: 8° Lugar     |                      | - 2011: No calificó  |                      |
| - 1959: No calificó  |                      | - 1987: 8° Lugar     |                      | - 2015: 7° Lugar     |                      |
| - 1963: No calificó  |                      | - 1991: 10° Lugar    |                      | - 2019: 5° Lugar     |                      |
| - 1967: No calificó  |                      | - 1995: No calificó  |                      | - 2023:              |                      |
| - 1971: No calificó  |                      | - 1999: No calificó  |                      | - 2027: ?            |                      |
| - 1975: 8° Lugar     |                      | - 2003: No calificó  |                      |                      |                      |

## Palmarés

### Selección absoluta

#### Torneos oficiales
- Campeonato FIBA Américas:
  -   Campeón (1): 2015
  -  Subcampeón (1): 1992
  -  Tercer lugar (1): 2005

- Campeonato Sudamericano de Baloncesto:
  -   Campeón (3): 1991, 2014, 2016
  -  Subcampeón (3): 1987, 1997, 2012
  -  Tercer lugar (5): 1993, 1999, 2001, 2004, 2008

- Centrobasket:
  -  Tercer lugar (1): 1971

- Juegos Panamericanos:
  -  Subcampeón (1): 2023

- Juegos Centroamericanos y del Caribe:
  -  Tercer lugar (1): 1998

- Juegos Bolivarianos:
  -   Campeón (5): 1977, 1997, 2001, 2009, 2013
  -  Subcampeón (4): 1981, 1985, 2005, 2017
  -  Tercer lugar (2): 1961, 1970

- Copa Continental Stankovic:
  -  Tercer lugar (1): 2015

#### Torneos amistosos
- Cuadrangular La Guaira (1): Campeón: 2010[8]
- Super 4 Copa Israel Sarmiento (2): Campeón:  2012,[9] 2014[10]
- Super 4 Charata (1): Campeón: 2012[11]
- Torneo Super 4 Puerto La Cruz (2): Campeón: 2012,[12] 2014[13]
- Copa Diario el Venezolano (1): Campeón: 2013[14]
- Super 4 Caracas:  Subcampeón: 2012[15]
- Atlas Challenge:  Subcampeón: 2019[16]

### Selecciones juveniles
- Campeonato FIBA Américas Sub-18:
  -  Subcampeón (1): 2002

- Campeonato Sudamericano de Baloncesto Sub-17:
  -  Subcampeón (4): 1984, 1994, 2007, 2023
  -  Tercer lugar (3): 1986, 1998, 2000

- Campeonato Sudamericano de Baloncesto Sub-15:
  -   Campeón (4): 1986, 1998, 2003, 2024
  -  Subcampeón (3): 1985, 2007, 2008
  -  Tercer lugar (6): 1987, 1993, 1995, 2002, 2014, 2016

- Campeonato Sudamericano de Baloncesto Sub-14:
  -  Subcampeón (1): 2017

- Juegos Sudamericanos Escolares Sub-14:
  -   Campeón (5): 2012, 2014, 2015, 2016, 2022
  -  Tercer lugar (1): 2011